# باگوسن
باگوسن (به لاتین: Baegusan) یک کوه در کره جنوبی است که در کره جنوبی واقع شده‌است. باگوسن ۸۹۴٫۷ متر بالاتر از سطح دریا واقع شده‌است.